# Traiguera
Traiguera là một đô thị trong tỉnh Castellón, Cộng đồng Valencia, Tây Ban Nha. Đô thị Traiguera có diện tích 59,8 km², dân số theo điều tra năm 2010 của Viện thống kê quốc gia Tây Ban Nha là 1701 người. Đô thị Traiguera nằm ở khu vực có độ cao 271 mét trên mực nước biển.